# Јусо Мучин Крњић
Јусо Мучин Крнић (Подгорица, 1811. — Подгорица, 7. јул 1874) потиче из старе подгоричке и тушке (Тузи крај Подгорице) арнаутске (албанске) породице Крнић,."Послије Аџи-паше Османагића, подгорички муслимани нијесу имали бољег човјека од Јуса Мучина. Јусо је био један од најбољих јунака оног доба, добар војсковођа и фин политичар." (Илија Златичанин - Хроника Подгорице) За разлику од Арбанаса и других муслимана, православни Срби нијесу имали већег зулумћара
"Јусо је рођен 1811. у Подгорици, од веома сиромашних родитеља. Родом је из Груда. Као дијете ишао је у касапницу да заради залогај хљеба, а кад је одрастао, аргатовао је у Дољанима за пет гроша на дан.
У честим чаркама између Подгорице, Куча, Пипера и Љешанске нахије, Јусо се увијек показивао као најбољи јунак. Ниједног боја није било, а да није посјекао коју главу или се ранио. Међутим када је уценио главу војвода Марка Миљанова Поповића, Марко Миљанов је дошао усред Подгорице, испред његове куће и звао га да изађе на двобој (мегдан), али Јуса није изашао иако је према сачувани, подацима био у кући
Кад је погинуо 1874. године, сахрањен је са седам рана." (Илија Златичанин - Хроника Подгорице)
Једно вријеме је живио на Цетињу гдје је радио као добављач хране за црногорски двор књаза Данила Петровића, којем је препоручен као добављач од стране подгоричких Срба. На Цетињу је научио да се бави трговином, упознајући најближе људе књаза Данила Петровића, да би по повратку у Подгорицу стекао позамашан капита, бавећи се трговином.
У рату са Црном Гором 1862. године Јусо се војничким главарима показао да је и он добар војсковођа.
Ове године Црна Гора је заратила с Турском. Том приликом Кучи су устали против Турака и одмах опколили град Медун, у којему је била турска посада. Кучима су помогли Пипери са сердаром Јолетом Пилетићем на челу, а тако и Братоножићи. Топовима је управљао војвода Машо Врбица. Турци су се довијали на све начине да унесу у Медун храну, али ниједанпут нијесу успјели.
Једнога дана Јусо се понудио пашама за команданта над свом војском и обећао да ће унијети храну у Медун. Паше су се првобитно нашле увријеђене том понудом, али кад је ситуација постала безнадежна, предложе му да му дају управу само над башибозлуком. Јусо је одмах пристао. Сјутрадан црногорска војска је натјерана у бјекство, топови јој отети, а храна унесена у Медун.
Том приликом Арбанаси су спјевали погдрну пјесму о православним Србима од које су ови стихови: "Јол Илија, бири Шкинет, ља чинтерце ља димије. Мар Миљан, Бац Драгоје, нук ћес пушка кур вјен невоја“. Значи: "Јоле Илијин, син Српкиње, остави ћинтерац и димије. Марку Миљанову и Бацу Драгојеву није бастало пуцати кад је устребало."
Подгорица) постао је подгорички забит (заповједник града) седамдесетих година XIX вијека.
Убио га је Перо Иванов Поповић (рођак војводе Марка Миљанова Поповића), који је том приликом погинуо (јер се вратио да провери да Јуса није преживео) на војводин наговор. Јуса није смео да изађе на двобој војводи. По извршеном атентату, подгорички муслимани су у граду започели обрачун са присутним Црногорцима, који су се затекли на пазару (Подгорички покољ). Турски, црногорски и југословенски затвор у Подгорици, Јусовача, име је добио по Јусу Мучином Крнићу, који је средином XIX вијека проширио и доградио стару османску тамницу на подгоричком Драчу.